# Wapen van Heist-op-den-Berg

De Zwaan van Heist-op-den-Berg

Het wapen van Heist-op-den-Berg werd reeds op 23 juli 1846, 16 jaar na de onafhankelijkheid, aan de Belgische gemeente Heist-op-den-Berg toegekend.

## Blazoenering
De zwaan is onlosmakelijk verbonden met de gemeente. De aanvraag aan de nog jonge Belgische regering om dit wapen officieel te mogen gebruiken gebeurde echter niet met behulp van een heraldische vocabulaire. Officieel luidde de aanvraag zo:
Een zwaan van witte kleur, gezeten op de kruin van een berg met groene kleur, in hemelsblauw veld
Wel voegde de gemeente een uitgebreid pleidooi toe met enkele argumenten waarom dit dier op het wapen van de gemeente moest komen te staan, met succes bleek later.

## Geschiedenis
Een van die argumenten is de hoge ouderdom van de zwaan als symbool voor de gemeente. Twee bewaarde documenten uit de tweede helft van de 16e eeuw tonen aan dat de schepenen van het toenmalige Land ende Vrijheid van Heist een rond zegel gebruikten met als randschrift "Sigillvm Commvnitatis Heystensis".
In het midden van dit zegel prijkt reeds trots een zwaan. Dit is opmerkelijk. Heist-op-den-Berg is in die tijd eigendom van een heer, te weten Gaspard Schetz en zijn afstammelingen. Het was de gewoonte voor een afhankelijkheid om het wapen van de heer te gebruiken om documenten te ratificeren. Heist-op-den-Berg had dus min of meer het privilege om een eigen zegel te mogen gebruiken.